# Rataskär
Rataskär är en ö, som också till stora delar utgör ett naturreservat, belägen utanför Ratan i Robertsfors kommun, Västerbottens län. Naturen är typisk för den västerbottniska kusten. Det är skyddat sedan 1971 och 1995. Området är 78 hektar stort. På toppen av ön finns en gammal båk, ett sjömärke, som en gång i tiden tjänade som lotsutkik och som är skyddad som statligt byggnadsminne sedan den 14 december 1978.

## Beskrivning
På och vid ön finns höga klippor, granskog och öppet hav. På den norra sidan av Rataskär ligger en avsnörd liten sjö. Stora delar av Rataskäret är skyddat som naturreservat. På ön finns en kulturstig, som passerar stenlabyrinter, kompassrosor och tomtningar - fornlämningar från bofasta fiskare, som bott på skäret förr i tiden.

## Historik
På Rataskär har tidigt funnits en spirbåk, omnämnd 1788, och ett stångmärke. Den nuvarande båken är byggd 1828 som en åttakantig 18,5 meter hög byggnad i trä, avsmalnad uppåt, rödmålad på sex sidor och vitmålad på två sidor mot öster. Uppåt avslutas byggnaden med ett vitstångmärke prytt med en tunna och en vindflöjel. Båken står på en relativt ny betongsockel, invändigt fylld med klappersten. Fasadpanelen är uppförd av tryckimpregnerade bräder, uppsatta 1947. På fastigheten finns förutom båken, ett lotsuppassningshus från 1947, en fyr från 1889, ett utkikstorn, ett mindre militärförläggningshus, en gångbana av betong från den forna bryggan vid västra stranden och upp till lotsuppassningsstället.